# Limite newtoniano
Em física, o limite Newtoniano refere-se aos sistemas físicos sem gravitação significativamente intensa (campo gravitacional intenso) e de baixa velocidade, no sentido de que a lei da gravitação universal de Newton pode ser usada para obter valores que são corretos em um nível mais alto.
Em geral, e na presença de gravitação significativa, a teoria da relatividade geral deve ser usada.
No limite Newtoniano, o espaço-tempo é plano e a métrica de Minkowski pode ser usada sobre distâncias finitas.